# Ierland op de Europese kampioenschappen atletiek 2010
Ierland was door 30 atleten vertegenwoordigd op de Europese kampioenschappen atletiek 2010.

## Deelnemers
| Event                | Mannen                                                                | Vrouwen                                                                                   |
| -------------------- | --------------------------------------------------------------------- | ----------------------------------------------------------------------------------------- |
| 100 m                | Jason Smyth Paul Hession                                              |                                                                                           |
| 200 m                | Paul Hession                                                          | Niamh Whelan Joanne Cuddihy                                                               |
| 400 m                | David Gillick Gordon Kennedy Brian Gregan                             |                                                                                           |
| 800 m                | David McCarthy Thomas Chamney                                         | Roseanne Galligan                                                                         |
| 1500 m               | Thomas Chamney Alistair Cragg                                         |                                                                                           |
| 5000 m               | Alistair Cragg Mark Christie                                          |                                                                                           |
| 3000 m steeple       |                                                                       | Fionnuala Britton Stephanie Reilly                                                        |
| 100 m horden         |                                                                       | Derval O'Rourke                                                                           |
| 400 m horden         |                                                                       | Michelle Carey Justine Kinney Brona Furlong                                               |
| 20 km snelwandelen   | Robert Heffernan Jamie Costin                                         |                                                                                           |
| 50 km snelwandelen   | Robert Heffernan                                                      |                                                                                           |
| Hoogspringen         |                                                                       | Deirdre Ryan                                                                              |
| Polsstokhoogspringen |                                                                       | Tori Pena                                                                                 |
| Verspringen          |                                                                       | Kelly Proper                                                                              |
| 4x100 m              |                                                                       | Ailis McSweeney Amy Foster Claire Brady Derval O'Rourke Niamh Whelan Kelly Proper         |
| 4x400 m              | David Gillick Gordon Kennedy Brian Gregan Brian Murphy David McCarthy | Joanne Cuddihy Michelle Carey Justine Kinney Brona Furlong Marian Heffernan Claire Bergin |

## Resultaten

### 100m

#### Mannen
- Jason Smyth
  - Ronde 1: 10.43 (Q)
  - Halve finale: 14de in 10,46 (NQ)

#### Vrouwen
- Ailis McSweeney
  - Reeksen: 11,52 (Q)
  - Halve finale: 9de in 11,32 (NQ)

### 100m horden
- Derval O'Rourke
  - Reeksen: 3de in 12,88 (SB) (Q)
  - Halve finale: 3de in 12,75 (SB) (Q)
  - Finale:  in 12,65 (NR)

### 200m

#### Mannen
- Paul Hession
  - Reeksen: 5de in 20,69 (Q)
  - Halve finale: 7de in 20,67 (q)
  - Finale: 6de in 20,71

#### Vrouwen
- Niamh Whelan
  - Reeksen: 16de met 23,78 (q)
  - Halve finale: 11de met 23,31 (NQ)

### 400m

#### Mannen
- Gordon Kennedy
  - Ronde 1: 46,63 (NQ)
- David Gillick
  - Ronde 1: 45,84 (Q)
  - Halve finale: 2de in 44,79 (SB) (Q)
  - Finale: 6de in 45,28
- Brian Gregan
  - Ronde 1: 46,90 (NQ)

#### Vrouwen
- Joanne Cuddihy
  - Reeksen: 10de in 52,58 (NQ)

### 800m

#### Mannen
- David McCarthy
  - Reeksen: 5de in 1.49,53 (q)
  - Halve finale: 13de in 1.49,14 (NQ)

#### Vrouwen
- Roseanne Galligan
  - Ronde 1: 2:01.76 (PB) (NQ)

### 1500m

#### Mannen
- Thomas Chamney
  - Reeksen: 18de in 3.43,60 (NQ)
- Rory Chesser
  - Reeksen: 20ste in 3.44,01 (NQ)

### 3000m steeple
- Fionnuala Britton
  - Reeksen: 9.44,84 (Q)
  - Finale: 11de in 9.44,25
- Stephanie Reilly
  - Reeksen: 10.13,94 (NQ)

### 5000m mannen
- Alistair Cragg
  - Reeksen: 6de in 13.37,66 (q)
  - Finale: opgave
- Mark Christie
  - Reeksen: 25ste in 14.12,68 (NQ)

### 20 km snelwandelen

#### Mannen
- Robert Heffernan: 4de in 1:21.00
- Jamie Costin: 20ste in 1:26.05

#### Vrouwen
- Olive Lougnane: opgave

### 50km snelwandelen
- Robert Heffernan: 4de in 3:45.30 (NR)
- Colin Griffin: 11de in 3:57.58 (SB)

### 4x100m vrouwen
- Reeksen: 9de in 43,93 (NQ)

### 4x400m

#### Mannen
- Reeksen: 11de in 3.07,21 (NQ)

#### Vrouwen
- Reeksen: 9de in 3.30,11 (NQ)

### 400m horden vrouwen
- Justine Kenney:
  - Ronde 1: 57.39 (NQ)
- Michelle Carey
  - Ronde 1: 57.58 (SB) (NQ)
- Brona Furlong
  - Ronde 1: 58.13 (NQ)

### Verspringen vrouwen
- Kelly Proper
  - Kwalificatie: niet deelgenomen

### Hoogspringen vrouwen
- Deirdre Ryan
  - Kwalificatie: 1,90m (NQ)

Albanië · Andorra · Armenië · Azerbeidzjan · België · Bosnië en Herzegovina · Bulgarije · Cyprus · Denemarken · Duitsland · Estland · Finland · Frankrijk · Georgië · Gibraltar · Griekenland · Groot-Brittannië · Hongarije · Ierland · IJsland · Israël · Italië · Kroatië · Letland · Liechtenstein · Litouwen · Luxemburg · Macedonië · Malta · Moldavië · Monaco · Montenegro · Nederland · Noorwegen · Oekraïne · Oostenrijk · Polen · Portugal · Roemenië · Rusland · San Marino · Servië · Slovenië · Slowakije · Spanje · Tsjechië · Turkije · Wit-Rusland · Zweden · Zwitserland